# スターフォール
『スターフォール』（Starfall）は、スウェーデンのパワーメタルバンドであるドラゴンランドがリリースした3枚目のアルバム。収録されている楽曲は、主に日本ツアーから帰国した後の2003年5月から2004年7月にかけて書かれたものである。

## 収録曲
| 全作詞・作曲: 特記なき限りドラゴンランド。 | |                            |                            |      |
| #                                          | タイトル | 作詞                       | 作曲・編曲                 | 時間 |
| 1.                                         | 「アズ・マッドネス・トゥック・ミー」(As Madness Took Me)                                                                          | 特記なき限りドラゴンランド | 特記なき限りドラゴンランド | 3:57 |
| 2.                                         | 「スターフォール」(Starfall) | 特記なき限りドラゴンランド | 特記なき限りドラゴンランド | 3:19 |
| 3.                                         | 「コーリング・マイ・ネーム」(Calling My Name)                                                                                     | 特記なき限りドラゴンランド | 特記なき限りドラゴンランド | 4:49 |
| 4.                                         | 「イン・パーフェクト・ハーモニー」(In Perfect Harmony)                                                                            | 特記なき限りドラゴンランド | 特記なき限りドラゴンランド | 5:00 |
| 5.                                         | 「ザ・ドリーム・シーカー」(The Dream Seeker)                                                                                      | 特記なき限りドラゴンランド | 特記なき限りドラゴンランド | 5:32 |
| 6.                                         | 「ザ・ショーズ・オヴ・アワー・ランド」(The Shores of Our Land)                                                                    | 特記なき限りドラゴンランド | 特記なき限りドラゴンランド | 6:46 |
| 7.                                         | 「ザ・リターニング」(The Returning)                                                                                               | 特記なき限りドラゴンランド | 特記なき限りドラゴンランド | 4:41 |
| 8.                                         | 「トゥ・ジ・エンド・オヴ・ザ・ワールド」(To the End of the World)                                                                 | 特記なき限りドラゴンランド | 特記なき限りドラゴンランド | 4:40 |
| 9.                                         | 「ザ・ブック・オヴ・シャドウズ・パートI：ア・ストーリー・イェット・アントールド」(The Book of Shadows Part I: A Story Yet Untold) | 特記なき限りドラゴンランド | 特記なき限りドラゴンランド | 3:13 |
| 10.                                        | 「ザ・ブック・オヴ・シャドウズ・パートII：ザ・カース・オヴ・カア」(The Book of Shadows Part II: The Curse of Qa'a)                | 特記なき限りドラゴンランド | 特記なき限りドラゴンランド | 2:51 |
| 11.                                        | 「ザ・ブック・オヴ・シャドウズ・パートIII：ザ・グレンドラ・アウトブレイク」(The Book of Shadows Part III: The Glendora Outbreak)  | 特記なき限りドラゴンランド | 特記なき限りドラゴンランド | 4:51 |

| #   | タイトル                                                        | 作詞 | 作曲・編曲 | 時間 |
| --- | --------------------------------------------------------------- | ---- | ---------- | ---- |
| 12. | 「ラスティ・ネイル」(Rusty Nail、X JAPANのカヴァー)             |      |            | 5:47 |
| 13. | 「ソール・サヴァイヴァー」(Sole Survivor、ハロウィンのカヴァー) |      |            | 4:07 |

| #   | タイトル                     | 作詞 | 作曲・編曲 | 時間 |
| --- | ---------------------------- | ---- | ---------- | ---- |
| 12. | 「イリュージョン」(Illusion) |      |            | 6:18 |

## パーソネル
- ヨナス・ハイジャート - ヴォーカル
- オロフ・モルク - リード・ギター
- ニクラス・マグナソン - リズム・ギター
- クリステル・ペーデシェン - ベース
- エリアス・オルムリッド - キーボード、シンセサイザー
- イェッセ・リンドスコグ - ドラムス

### ゲスト・ミュージシャン
- ジョアンナ・アンダーソン - ヴォーカル （「ザ・ショーズ・オヴ・アワー・ランド」）
- トム・イングルンド（エヴァーグレイ）- ヴォーカル（「ザ・ショーズ・オヴ・アワー・ランド」）、 ギター・ソロ（「コーリング・マイ・ネーム」）
- Henrik Danhage（エヴァーグレイ）- ギター・ソロ（「ザ・ショーズ・オヴ・アワー・ランド」）

### プロダクション
- ミキシング・エンジニア：アーノルド・リンドバーグ
- マスタリング・エンジニア: ドラゴン・タナスコビッチ（ボフス・マスタリング）

## クレジット
- カヴァー・アート：ToxicAngel
- バンド・メンバー写真撮影：オーレ・カールソン